# رود تریبرکا
رود تریبرکا (انگلیسی: Teriberka) یک رودخانه در استان مورمانسک کشور روسیه است.